# Здроє (гміна Чарна-Білостоцька)
Здроє (пол. Zdroje) — село в Польщі, у гміні Чарна-Білостоцька Білостоцького повіту Підляського воєводства.
Населення — 139 осіб (2011).
У 1975-1998 роках село належало до Білостоцького воєводства.

## Демографія
Демографічна структура станом на 31 березня 2011 року:
|          | Загалом | Допрацездатний вік | Працездатний вік | Постпрацездатний вік |
| -------- | ------- | ------------------ | ---------------- | -------------------- |
| Чоловіки | 74      | 16                 | 45               | 13                   |
| Жінки    | 65      | 14                 | 36               | 15                   |
| Разом    | 139     | 30                 | 81               | 28                   |